# شتاینوایلر
شتاینوایلر (به آلمانی: Steinweiler) یک شهر در آلمان است که در گرمرسهایم واقع شده‌است. شتاینوایلر ۱٬۸۲۰ نفر جمعیت دارد.